# Murg, Baden-Württemberg
Murg är en kommun och ort i Landkreis Waldshut i regionen Schwarzwald-Baar-Heuberg i Regierungsbezirk Freiburg i förbundslandet Baden-Württemberg i Tyskland.
Kommunen ingår i kommunalförbundet Bad Säckingen tillsammans med staden Bad Säckingen och kommunerna Herrischried och Rickenbach.